# Jefferson Airplane Platinum & Gold Collection
2003. május 6-án az Arista Records Platinum & Gold Collection sorozatának részeként jelent meg a Jefferson Airplane Jefferson Airplane Platinum & Gold Collection című válogatásalbuma. A rajta hallható dalok 1966 és 1969 között készültek, így az együttes első felállásának felvételei is felkerültek rá.

## Az album dalai
1. It’s No Secret (Marty Balin) – 2:40 (Jefferson Airplane Takes Off)
2. Come Up the Years (Marty Balin/Paul Kantner) – 2:34 (Jefferson Airplane Takes Off)
3. My Best Friend (Skip Spence) – 3:04 (Surrealistic Pillow)
4. Somebody to Love (Darby Slick/Grace Slick) – 3:00 (Surrealistic Pillow)
5. Comin' Back to Me (Marty Balin) – 5:23 (Surrealistic Pillow)
6. Embryonic Journey (Jorma Kaukonen) – 1:55 (Surrealistic Pillow)
7. White Rabbit (Grace Slick) – 2:34 (Surrealistic Pillow)
8. The Ballad of You & Me & Pooneil (Paul Kantner) – 4:34 (After Bathing at Baxter’s)
9. Watch Her Ride (Paul Kantner) – 3:13 (After Bathing at Baxter’s)
10. Crown of Creation (Paul Kantner) – 2:54 (Crown of Creation)
11. Greasy Heart (Grace Slick) – 3:27 (Crown of Creation)
12. Volunteers (Marty Balin/Paul Kantner) – 2:04 (Volunteers)

## Közreműködők
- A közreműködők listája megtekinthető az albumokat bemutató cikkekben.